# 斯科特·瓦伊塔尔
斯科特·瓦伊塔尔（英語：Scott Vitale，1985年7月6日—），澳大利亚男子轮椅橄榄球运动员。他曾代表澳大利亚参加2004年和2008年夏季残疾人奥林匹克运动会轮椅橄榄球比赛，其中2008年夏季残奥会获得一枚银牌。